# 吉林市博物馆火灾
吉林市博物馆火灾，指位于吉林省吉林市丰满区吉林大街的吉林市博物馆大楼于北京时间1994年11月15日凌晨1时45分发生的火灾。是次火灾起火点并非吉林市博物馆，而是吉林市博物馆大楼的租户，但仍殃及同一幢大楼内的吉林市博物馆和吉林市图书馆，造成2人死亡，包括黑龙江省博物馆在吉展览的一具恐龙化石在内的大量文物被烧毁。火灾的起因为人为纵火。本次火灾在当时是建国以来博物馆被毁建筑面积最大、文物损失最多的一次特大火灾。
事后，吉林市图书馆迁移至昌邑区东昌街，2004年重新开馆；吉林市博物馆在原址重建，一期工程于1998年竣工，基本恢复博物馆功能；二期工程于2009年完工，恢复设置吉林市历史基本陈列。

## 背景
被火灾烧毁的吉林市博物馆大楼，建成于1968年12月26日，当时为吉林市“毛主席伟大革命实践陈列馆”的大楼。大楼总建筑面积为12,000平方米，为两层，设置有3个展厅、40个展室，陈列馆正前方立有一铝制标准挥手毛主席塑像。
至火灾时，吉林市博物馆大楼分属3家不同的单位：南侧由吉林市博物馆使用；北侧由吉林市图书馆使用；正中的大厅，原为“敬见厅”，后改为电影厅，由吉林市建设开发集团公司同香港悦丰投资有限公司合资组建的银都夜总会使用，以每年30万元的租金租用。该夜总会不具备防火条件，在已由消防部门下达停业通知的情况下，仍然照常营业。
两馆收藏文物如下：吉林市博物馆至火灾时，收藏有文物21,190件，包括12件一级文物以及1976年吉林陨石雨的几乎全部标本（包括全世界最重的单块石陨石吉林1号陨石）；火灾时在馆展出有吉林省自然博物馆的自然标本以及黑龙江省博物馆的恐龙、披毛犀、猛犸象化石；吉林市图书馆至1993年末，有藏书139万册，其中古籍图书12万册:476。
社会主义市场经济体制全面推开后，国有经济占城市经济大头的吉林市，财政极度紧张。1992年吉林市财政支出竟大于收入8,500万元，而当年全市财政支出仅4.8亿元，相当于每实际支出6元，就有1元成为城市财政赤字:227。1993年，吉林市博物馆实际需用经费120万元，但市政府只能支给70万元。面对巨大的财政压力，吉林市博物馆除了出租馆舍以赚取经费，几乎毫无办法。同时，城建、消防系统也同样遭受资金缺口的问题。吉林大街全长3.3公里，因为要节省开支，没有一个消防栓。政府拨给消防系统的经费，仅能够维持正常开支，甚至火灾救援现场，水带还在漏水；全市消防系统只有一部登高车，没有高喷车。从中可以看出，本次火灾某种程度上，是中国刚迈入社会主义市场经济时，由于体系性的长年累积的压力而人为造成的文化劫难。

## 火灾
1994年11月15日凌晨1时45分许，吉林市消防支队接到博物馆值班人员的电话报警，称吉林市银都夜总会发生火灾。据《中国文物报》报道，全市8个公安和7个企业专职消防队48辆消防车全部出动，至当天4时30分将大火扑灭；据《吉林市年鉴》记录，市消防支队出动9个中队13台消防车、7家企业出动18台消防车，共有300名消防队员及武警官兵参加救火，至当天5时40分左右将大火扑灭:606。
时任吉林市委书记赵家治、市长战月昌等领导及81112驻军首长赶到现场指挥灭火、了解灾情:606。经对事后对火灾中心现场的勘查，起火部位被确定为夜总会南侧楼梯间。

## 后续

### 后果
该次大火造成2人死亡。
由于火灾发生时刮西北风，加之周围消防设施老化，位于南侧的博物馆损失惨重。博物馆建筑大部分被烧毁，二楼的吉林市历史陈列展厅、文物库房、物品库房、文物资料室、办公室等已成一片瓦砾，一楼的吉林陨石展厅、动物展厅也被大火殃及。经过事后清点，火灾后文物尚存13,780件，即被大火烧毁7,410件，占当时吉林市博物馆馆藏的1/3；书画、服饰、邮票等易燃文物损失惨重，大多在大火中化为灰烬；石器、陶器、铜器、铁器、瓷器等类文物因被砸或过火变色变形，蒙受不同程度的损失；在一楼正厅陈列的黑龙江省博物馆的珍贵恐龙化石几乎全部被烧毁。
吉林市图书馆科技检索期刊91,450册、少儿书刊4,700册和4一10月期刊、报纸880册毁于火灾，近120万册较为珍贵的书籍，特别是线装善本书籍幸免于难。吉林市图书馆的损失相对较小（不足藏书的1/10），原因除当时风向以外，还包括图书馆曾借款4000元，在图书馆一层、二层的四道通往夜总会的大门内又修建了防火墙，使得火势无法蔓延到图书馆（相应的，夜总会通往博物馆的两道门，博物馆、夜总会双方推拖，最终也没有堵上）。时任市长战月昌对此评价：“按规定办，就没事。”

### 责任追究
经调查和鉴定，认定火灾系人为纵火。公安部刑侦专家乌国庆参加了该案件的侦办工作。
1994年12月28日，吉林省委、省政府决定对火灾相关责任人18人进行党纪、政纪处理:607-608。

### 两馆重开
1998年1月10日，吉林市博物馆新馆落成，开始恢复正常工作。《吉林市陨石雨展览》正式恢复对外展出。2009年4月15日，吉林市博物馆改扩建工程开工建设，当年10月竣工投入使用。扩建完成后，吉林市博物馆合计占地面积15,800平方米，建筑面积35,750平方米。《吉林市历史陈列》在1994年被火烧毁后15年，重新对外展出。
2004年9月28日，吉林市图书馆在闭馆工作10年后，在昌邑区东昌街的新址恢复全面开馆:220。

## 评论
事故发生后，公安部消防局、文化部办公厅、国家文物局为此派员进行专门调查，一致认为这是建国以来博物馆被毁建筑面积最大、文物损失最多的一次特大火灾。
1994年11月至12月，在辽宁省阜新市和新疆克拉玛依市也发生了重大火灾。1994年12月23日，在全国政法工作座谈会上，时任中共中央总书记江泽民指出：“各级政府和公安机关要把预防发生特大火灾等严重治安灾害事故作为自己的重要工作，要经常进行认真负责的安全检查，发线违反规定就要重处重罚，直至给予直接责任的主管领导以党纪、政纪或刑事处分。……任何事情就怕动真格的，这是对人民负责，决不能含糊。最近连续出现这样大的问题，我的心情是很沉重的，封建时代是要下罪己诏的。”